# Velîka Plavucea, Kozova
Velîka Plavucea (în ucraineană Велика Плавуча) este localitatea de reședință a comunei Velîka Plavucea din raionul Kozova, regiunea Ternopil, Ucraina.

## Demografie
Componența lingvistică a localității Velîka Plavucea
     Ucraineană (99,31%)
     Alte limbi (0,69%)
Conform recensământului din 2001, majoritatea populației localității Velîka Plavucea era vorbitoare de ucraineană (99,31%), existând în minoritate și vorbitori de alte limbi.